# Clarmont d'Erau
Clarmont d'Erau (nom occità, en francès Clermont-l'Hérault) és un municipi occità del Llenguadoc, situat al departament de l'Erau i a la regió d'Occitània. L'any 1999 tenia 6.532 habitants.